# Berry Pomeroy
Berry Pomeroy ist ein als Bürgergemeinde (civil parish) erhaltenes kleines mittelalterliches Kirchspiel in England nordöstlich des River Dart in etwa 1,5 km Entfernung östlich von Totnes im Verwaltungsbezirk South Hams in Devon mit aktuell (Stand 2021) etwas mehr als 1000 Einwohnern, 2001 mit 973 etwas weniger; 1901 waren es 1193 Einwohner. Südlich durch das Gemeindegebiet von Berry Pomeroy verläuft die Landstraße A 385 von Paignton und Totnes, wobei das Siedlungsgebiet über eine Stichstraße zu erreichen ist. In der weiteren Umgebung liegt auch Torbay.

## Die Feudalherren von Berry

### Die angelsächsische Zeit
Der Ortsname Berry in dieser Schreibweise leitet sich von dem angelsächsischen Wort burh ab, das in späteren Dokumenten auch zu Bury oder Beri abgewandelt wurde. Er lässt auf das Vorhandensein eines kleinen angelsächsischen Herrschaftssitzes schließen. Namentlich verbürgt ist ein gewisser Alric als lokaler Feudalherr, der zugunsten des ersten verbürgten Pomeroy enteignet wurde. An der heutigen Burgstelle von Berry Pomeroy Castle sind archäologisch keine Hinweise auf das Vorhandensein einer älteren Anlage aus angelsächsischer Zeit nachweisbar.

### Die Pomeroys

Pomeroy

Die Familie Pomeroy stammte ursprünglich aus der Normandie und hatte in der Nähe von Falaise einen Herrensitz, der heute auch noch existiert. Sie kamen als normannische Invasoren unter Wilhelm dem Eroberer nach England, der nach der Schlacht von Hastings das angelsächsische Königshaus besiegt hatte und sich zum neuen König aufschwang und infolgedessen die angelsächsischen Grundbesitzer enteignete. In dem Domesday Book im Jahre 1068 wurde ein Gefolgsmann namens Ra(du)lf de Pomeraia (Ralf Pomeroy)als neuer Besitzer von Berry und weiterer benachbarter Gebiete aufgeführt, von denen Berry Pomeroy die führende war. Aus de (la) Pomeraia wurde Pomeroy. Insbesondere für seine Unterstützung bei der Belagerung von Exeter soll er mit dieser Herrschaft belohnt worden sein.
Auf die Familie Pomeroy, deren Herrschaftssitz ein befestigtes Haus neben der Kirche war, gehen zwei Gebäude zurück. Sie hat die Burg über dem Gatcombe Valley erst zur Zeit der Rosenkriege errichtet; vorher war eine Befestigung nicht notwendig. Auch die Neuerrichtung der Kirche St. Mary’s of Berry Pomeroy im 14. Jahrhundert auf den Überresten einer älteren Kirche geht auf die Familie Pomeroy zurück.
Die Herrschaft samt Burg wurde im Jahre 1547 von Thomas Pomeroy veräußert. Die Nachkommenschaft von Thomas Pomeroy starb 1715 in direkter Linie aus, es existieren weltweit aber noch zahlreiche Nebenlinien.

Seymour of Berry Pomeroy

### Die Familie Seymour
Die Familie Seymour mit Ursprung in Monmouthshire übernahm die Herrschaft Berry Pomeroy im Jahre 1548 für insgesamt sechs Generationen mit zwei Unterbrechungen, bevor sie ihren Wohnsitz nach Wiltshire verlegte. Edward Seymor, 1. Duke of Somerset und Bruder der Königin Jane Seymour erwarb die Burg, wurde jedoch auch aufgrund der eigenen Machtinteressen seines jüngeren Bruders Thomas Seymour, 1. Baron Seymour of Sudeley unter der Herrschaft seines Neffen König Edward VI. hingerichtet, wobei auch Thomas wenig später geköpft wurde. Berry Pomeroy samt Burg fiel an die Krone zurück und der Titel des Duke of Somerset erlosch.
Der 1. Duke of Somerset war zweimal verheiratet. Infolgedessen zerfiel das Haus Seymour vorübergehend in eine ältere und die für Berry Pomeroy bedeutende Line sowie eine jüngere Linie:
- Seinem Sohn Lord Edward Seymour aus erster Ehe gelang der Rückerwerb der Herrschaft Berry Pomeroy und anderer Ländereien Er war der Begründer der älteren Linie, seine Nachfahren waren die Baronets Seymour und die heutigen Dukes of Somerset. Sie erbten die Anrechte auf die Ländereien. Ihm verdanken wir ein Monument in der Kirche der Ortschaft.
- die Titularien des hingerichteten Vaters hingegen gingen an den ersten Sohn Edward Seymour, 1. Earl of Hertford aus zweiter Ehe – also den Halbbruder des Lord Edward Seymour und Begründer der jüngeren Linie – mit Ausnahme besagten vorerst erloschenen Titels. Dieser jüngeren Linie, von der sich zahlreiche Seitenlinien abspalteten, gelang die Wiederherstellung des Titels des Duke of Somerset und nach dem Erlöschen dieser Linie fiel der Titel im Jahre 1750 an die ältere Linie zurück.

Unter Lord Seymour, seinem Sohn und seinem Enkel, des 1. und 2. Baronet, wurden die umfangreichen Umbaumaßnahmen auf Berry Pomeroy Castle durchgeführt. Unter dem 2. Baronet von Berry Pomeroy wurde im englischen Bürgerkrieg nach dem Sieg von Oliver Cromwell die Burg und die Herrschaft beschlagnahmt, aber auch noch unter Cromwell gelang den Seymours der Rückerwerb der Ländereien noch zur Zeit der Republik. Edward Seymour, 4. Baronet gab die Burg und den Wohnsitz in Berry Pomeroy schließlich auf und somit dieser als Feudalsitz nicht mehr aktiv war.

#### Königlicher Besuch
William of Orange soll im nahegelegenen Longcombe nach seiner Landung in Brixham zwecks Beginn seiner Glorious Revolution im November 1688 seine erste politische Sitzung abgehalten haben und sich anschließend auf Berry Pomeroy Castle bei Edward Seymour, dem 3. Baronet einquartiert und dort gefeiert haben.

## Berry Pomeroy Castle
Berry Pomeroy Castle liegt etwa 2 km nördlich von der Ortschaft im ehemaligen Wildpark der Pomeroys und wurde als einer der letzten Herrschaftssitze erbaut, die vorwiegend unter fortifikatorischen Belangen entstand und war auf moderne Geschütztechnik ausgelegt. Es wird angenommen, dass die Rosenkriege Anlass für den Burgenbau gaben, da der Sitz in der Ortschaft nicht mehr sicher schien. Erstmals erwähnt wird diese Anlage in der zweiten Hälfte des 15. Jahrhunderts als Wittum der Frau von Sir Richard Pomeroy, wobei beide Sitze noch in Gebrauch waren.
Unter wirtschaftlichem Druck verkaufte Thomas Pomeroy die Burg und die dazugehörige Herrschaft und auch weitere Herrschaften im Jahre 1547. Im Jahre 1548 übernahm Edward Seymour, 1. Duke of Somerset die Herrschaften der Pomeroy. Die Burg wurde wiederum wegen wirtschaftlicher Schwierigkeiten von Edward Seymour, 4. Baronet nach 1694 teilweise abgerissen und war definitiv 1701 eine Ruine, die dann in den folgenden Jahrhunderten als romantische Ruine Romanciers und Künstler anzog und inspirierte. Sie ist nach wie vor Eigentum des Duke of Somerset, wird aber jetzt von English Heritage verwaltet. Es entwickelten sich zahlreiche Mythen und Legenden um die Burg, sie ist auch als "most haunted castle" verrufen.

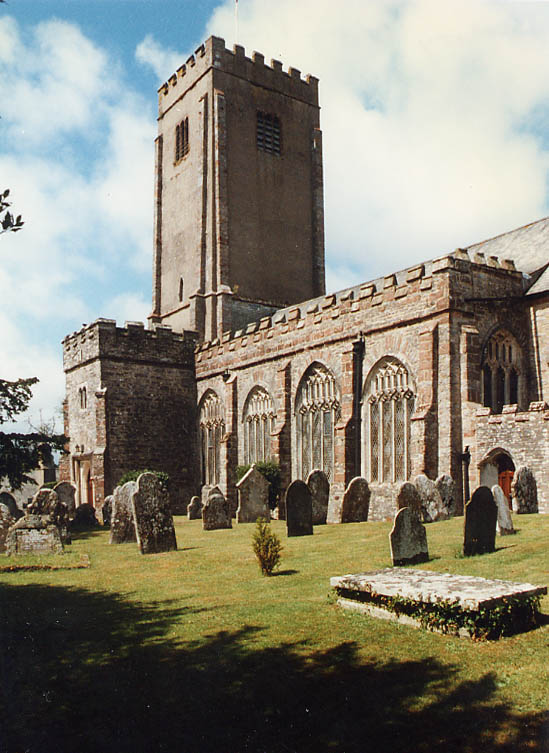
St Mary’s Church, Berry Pomeroy, 1996

## Die Pfarrkirche
St Mary’s Church ist die anglikanische Gemeindekirche von Berry Pomeroy und ein Grade I listed building.

### Pfarrer von St Mary’s
Die Vikare von St Mary’s Church, Berry Pomeroy, waren:
- John Prince (1681–1723), auch als Heimatforscher tätig, Autor von The Worthies of Devon, 1810[5]
- Joseph Fox (1723–1789)
- John Edwards (1789–1834)
- Edward Brown (1834–1843)
- William Burrough Cosens (1843–1861)
- Arthur J. Everett (1861–1896)
- Henry Stewart Prinsep (1896–1908), ein Neffe von Susan St Maur, Duchess of Somerset

### Das Bauwerk

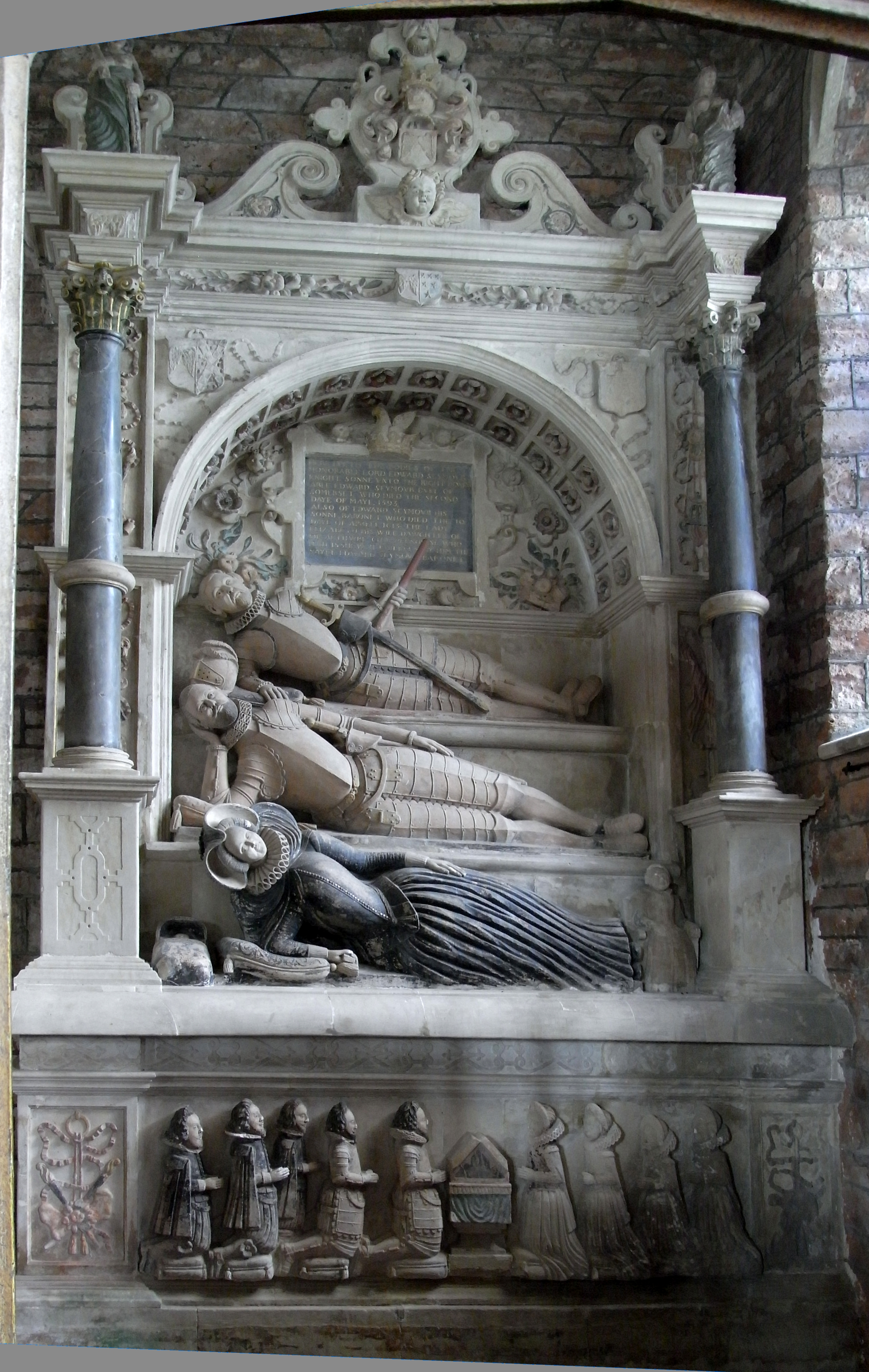
Grabmal von Lord Edward Seymour († 1593) mit Sohn und Schwiegertochter

St Mary’s Church wurde im 15. Jahrhundert an Stelle einer älteren Kirche von Richard Pomeroy gebaut. Die Kirche hat einen etwa 12 m langen Lettner. Von Pevsner wegen seiner besonderen Vollkommenheit im Raume Devon gelobt ist er unverändert von der Nord- bis zur Südwand erhalten und verfügt noch über alle ursprünglichen handwerklichen Details. Die Wandvertäfelung verfügt über bemalte figurale Darstellungen. Die Verglasung der Fenster weist noch Reste alter Fragmente auf, aber der größte Teil wurde von Christopher Whall (1897/1908) und seiner Tochter Veronica Whall (1926) neu gestaltet.
Die Kirche enthält zudem noch die Grabmale des Sir Richard Pomeroy († 1496) und seiner Frau – sowie aus dem Jahr 1613 das Grabmal von Lord Edward Seymour († 1593) mit Sohn und Schwiegertochter. Die Tumba von Sir Richard Pomeroy wurde schon vor Jahrhunderten allen Schmuckes beraubt. Die Steinmetzarbeit an dem Epitaph von Lord Edward Seymor wird von Pevsner als ausgesprochen naiv bezeichnet.

### Heutige Verwendung
Im Jahre 1878/79 wurden Restaurierungsarbeiten durchgeführt. Heute ist die Kirche ohne Pfarrer, sie wird von einem Trägerverein für Hochzeitsveranstaltungen zur Verfügung gestellt, dem der 19. Duke of Somerset vorsteht. Dieser Verein (The Friends of Berry Pomeroy Church) organisiert auch die aktuell wieder notwendigen Restaurierungsarbeiten.

## Im 2. Weltkrieg
Zur Vorbereitung des D-Day haben sich auch amerikanische Soldaten in einem Zeltlager in der Nähe der Kirche aufgehalten. Die synoptische Aufarbeitung der Ereignisse ist in der Kirche dokumentiert und ausgestellt.

## Das Dorf heute

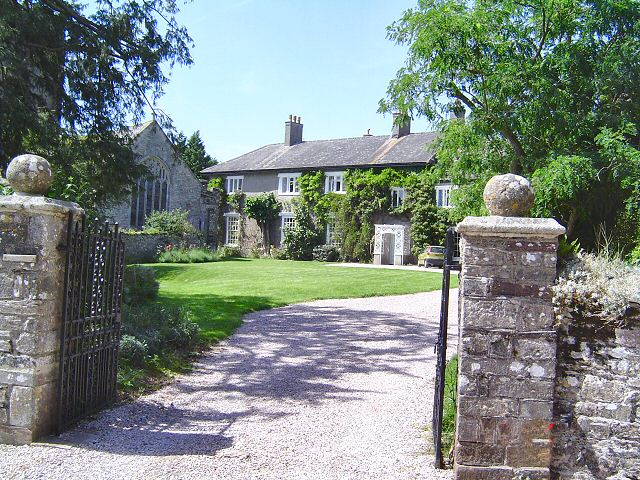
Manor House – Berry Pomeroy

Neben der Kirche befindet sich der Herrensitz, zudem hat die Ortschaft eine Gemeindehalle sowie eine Grundschule. Das Dorf wird durch einen Vertreter zusammen mit benachbarten Gemeinden im Gemeinderat des Bezirkes South Hams vertreten.
Im Jahre 2005 wurde der 'Queene’s Day', zu dem am 17. November der Jahrestag der Thronbesteigung von Elisabeth I begangen wird, als Tradition wiederbelebt mit Feiern in der Kirche und Volksfest im Freien.
Die Ortschaft ist ausgewiesen als Teil der South Devon Area of Outstanding Natural Beauty (AONB).
Am 5. Oktober 2019 ereignete sich auf der A385 auf der Gemarkung der Gemeinde ein schwerer Unfall, als sich ein Bus wegen überhöhter Geschwindigkeit überschlug und 37 Menschen dabei zu Schaden kamen.

## Die Kirche im Film
Die Kirche war auch Drehort für die Schlussszene – die abschließende Heiratsszene – des Filmes Sinn und Sinnlichkeit (1995, Originaltitel Sense and Sensibility) von Ang Lee mit Kate Winslett, Hugh Grant und Emma Thompson in den Hauptrollen.

## Weiterführende Literatur
- Powley, E.B.: The House of De La Pomerai, Liverpool 1944
- Prince, Rev. John: Worthies of Devon (1701), 1810 edition, pp. 645–9, Pomerai, Sir Henry, Lord of Biry